# South Street
South Street est une rue de la ville de Londres. Elle est située dans la cité de Westminster, dans le quartier de Mayfair. 

## Situation et accès

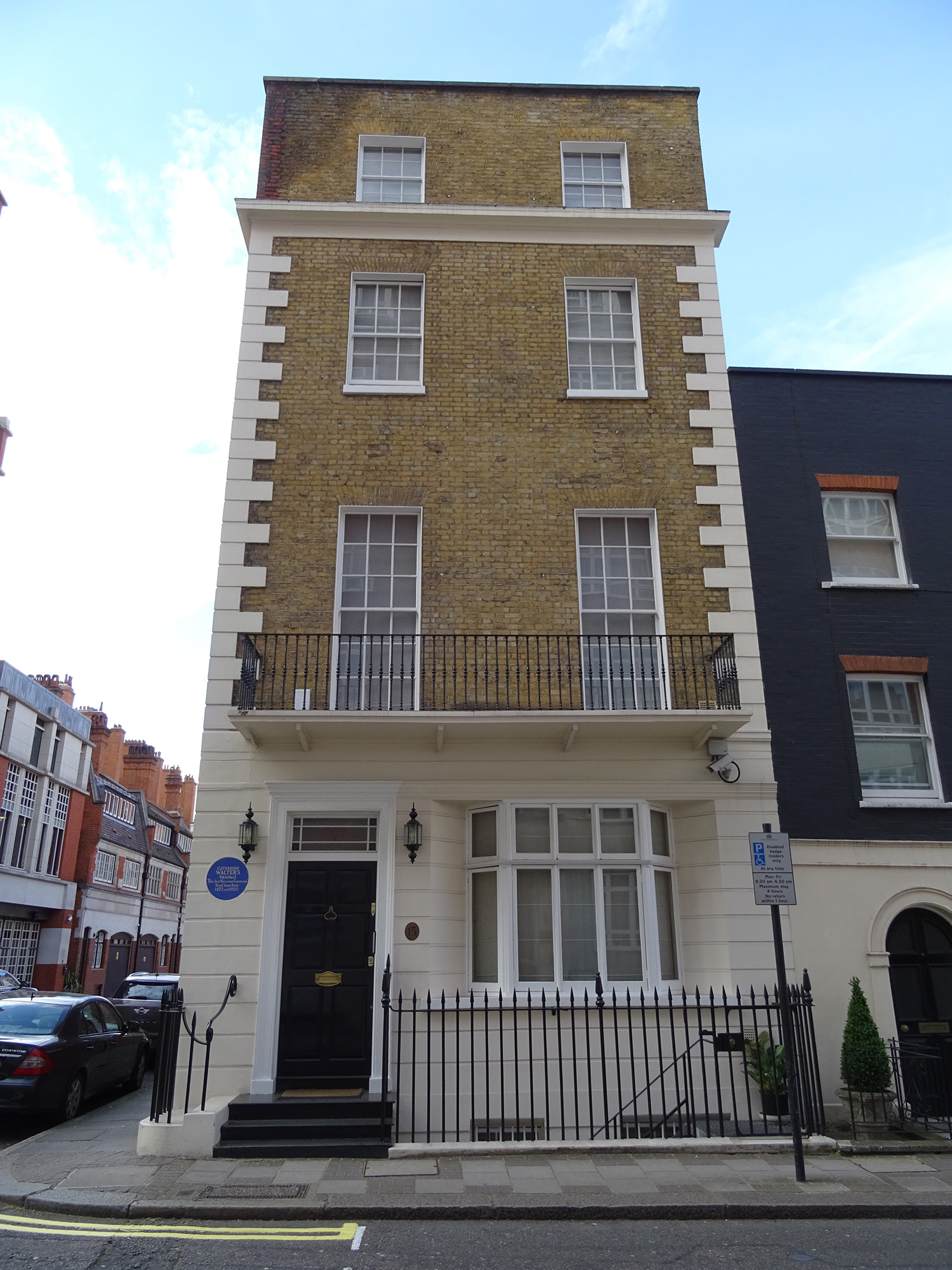
No 15.

Orientée est-ouest, longue d’environ 300 mètres, South Street s'étend de Park Lane à Farm Street, par laquelle elle est prolongée. À mi-longueur, elle est coupée par South Audley Street.
Côté est, en se dirigeant vers Farm Street, on rencontre un passage menant au jardin public Mount Street Gardens.
Les stations de métro les plus proches sont, côté nord, Marble Arch, où circulent les trains de la ligne  Central, Bond Street, desservie par les lignes  Central  Jubilee, et, côté sud, Green Park et   Hyde Park Corner, desservies par la ligne  Piccadilly.

## Origine du nom
La rue est ainsi nommée, probablement, parce qu’elle marquait la limite sud (south en anglais) du domaine de Grosvenor, domaine qui occupait au XVIIIe siècle le quart nord-ouest de l’actuel quartier de Mayfair.
Il y a au Royaume-Uni 363 rues portant le nom de South Street.

## Historique
Les rues du domaine de Grosvenor, dont South Street marquait la limite sud, ont été aménagées dans les années 1725. La rue est visible sur une carte de Londres publiée en 1746, réalisée par John Rocque.

## Bâtiments remarquables et lieux de mémoire

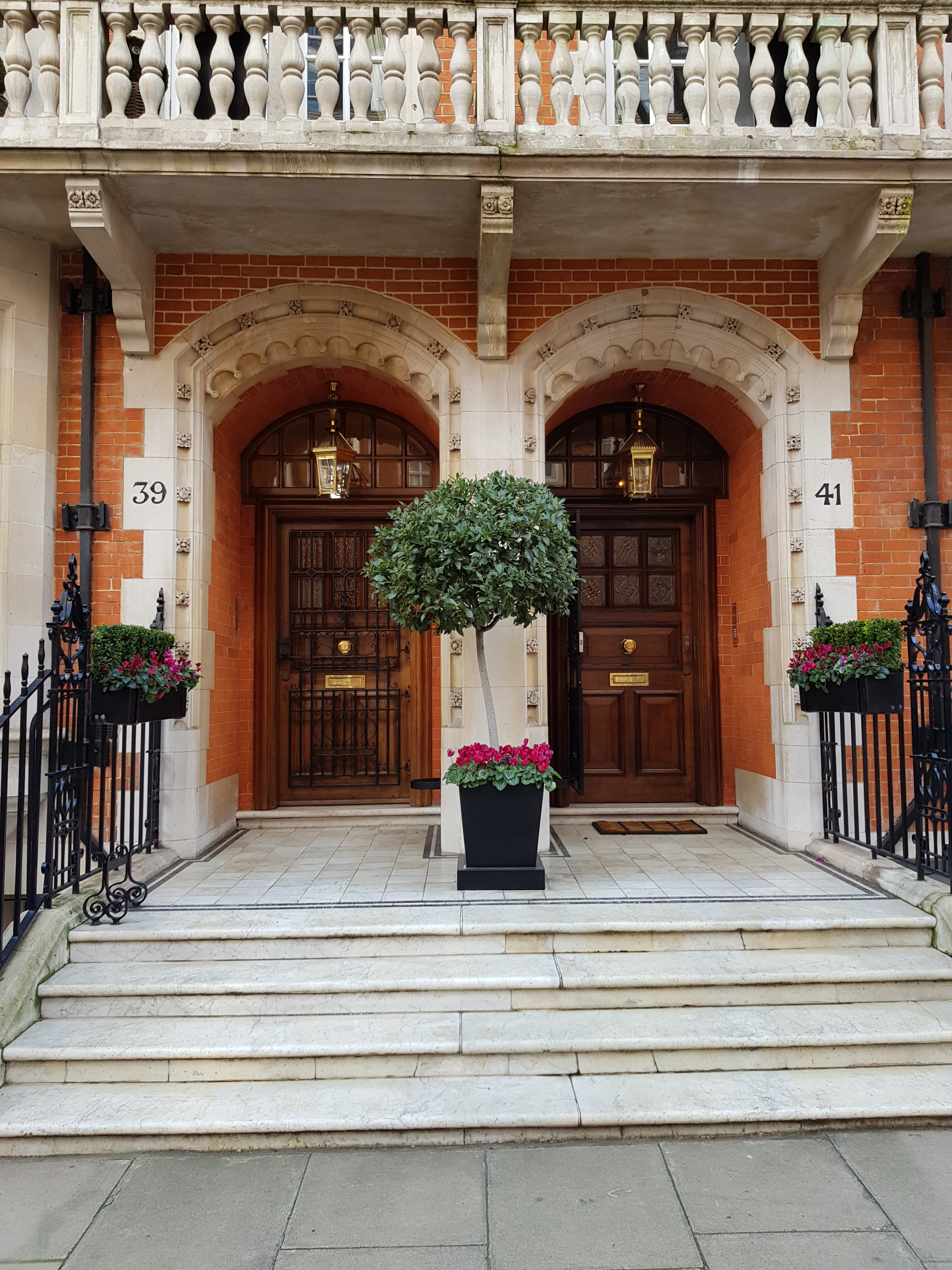
Nos 39-41.

- No 10 : l’infirmière Florence Nightingale (1820-1910) a vécu à cette adresse et y est morte, comme le signale une plaque commémorative en façade.
- No 15 : Catherine Walters Skittles (1839-1920), l’une des dernières grandes courtisanes du Londres victorien, a vécu ici de 1872 à 1920, comme le signale une plaque commémorative en façade.
- No 35.
- No 38 : Aberconway House ; vaste demeure de style néogeorgien construite en 1922[3].
- Nos 39-47 : bâtiments classés de grade II construits en 1896-1898 par l’architecte britannique J.J. Stevenson[4].